# Mirror Mirror (M2M)
Mirror Mirror è un singolo del duo pop norvegese M2M, pubblicato nel 2000 come secondo estratto dal loro album di debutto Shades of Purple.

## Tracce
- Singolo (USA)

1. Mirror Mirror (album version) – 3:19
2. Don't Say You Love Me (acoustic version) – 3:14

## Video
Il videoclip della canzone è stato diretto da Matthew Rolston.

## Formazione
- Marion Raven
- Marit Larsen